# فرماندهی آماد و پشتیبانی جنوب‌شرق نزاجا
فرماندهی آماد و پشتیبانی منطقه جنوب‌شرق نزاجا یا فرماندهی آماد و پشتیبانی منطقه ۷ نزاجا یگانی است که لجستیک نظامی همه یگان‌های نیروی زمینی ارتش ایران را در استان‌های جنوب شرق کشور (کرمان، سیستان و بلوچستان) به عهده دارد. تأمین مواد غذایی و قضایی (برنج، آرد، قند، چای و …) و وسایل شخصی (شامل پوشاک، وسایل بهداشتی)، کلیه ساز و برگ نظامی انفرادی و آماده‌سازی و پشتیبانی تجهیزات مهندسی رزمی و تعمیر و تجهیز خودروهای نظامی، پشتیبانی جنگ‌افزار و مهمات در منطقه ۷ آمادی نیروی زمینی ارتش وظیفه این فرماندهی است.
همه آمادگاه‌ها و زاغه‌های مهمات نیروی زمینی ارتش در استان‌های جنوب شرقی زیر نظر این فرماندهی اداره می‌شوند. ستاد فرماندهی این یگان در شهر کرمان قرار دارد.
این فرماندهی که پیش‌تر به عنوان آمادگاه ۵۷۷ لجستیک در شهر کرمان مشغول فعالیت بود، در تاریخ ۱۱ مهرماه ۱۳۹۸ از فرماندهی آماد و پشتیبانی منطقه ۲ شیراز منفک گردید و به صورت مستقل و تحت عنوان فرماندهی آماد و پشتیبانی منطقه ۷ به انجام مأموریت‌های آمادی خود ادامه داد.